# Aquilone (geometria)

Aquilone convesso

In geometria un aquilone (o deltoide) è un quadrilatero che presenta due coppie di lati consecutivi che sono congruenti (mentre un parallelogramma presenta due coppie di lati opposti che sono congruenti).
Talora per denotare questo quadrilatero, come nella lingua tedesca, si usa il termine deltoide; la cosa non è consigliabile, in quanto deltoide denota anche una curva piana.
In un deltoide le due diagonali si intersecano ortogonalmente, è sempre presente almeno una coppia di angoli opposti congruenti e la diagonale tra i due vertici opposti comuni alle due coppie di lati congruenti è asse di simmetria per la figura.
L'insieme dei deltoidi si bipartisce nei due sottoinsiemi degli aquiloni convessi e dei concavi: il punto di intersezione delle due diagonali è punto interno per gli aquiloni convessi, mentre è punto esterno per gli aquiloni concavi. Tra queste due classi di aquiloni si possono collocare i triangoli isosceli visti come caso limite degli aquiloni quando due dei lati consecutivi congruenti formano tra loro un angolo piatto (in questo caso, però, non si ha un quadrilatero e si parla di "aquilone degenere").
Un deltoide convesso è sempre circoscrivibile ad una circonferenza, ossia esiste sempre una circonferenza alla quale tutti i suoi lati sono tangenti.
La diagonale che è asse di simmetria divide ogni aquilone in due triangoli l'uno simmetrico dell'altro. L'altra diagonale divide ogni aquilone convesso in due triangoli isosceli e individua per ogni aquilone concavo due triangoli isosceli per i quali l'aquilone costituisce la chiusura topologica della loro differenza insiemistica.
Un aquilone (convesso) che ha tutti i quattro lati congruenti è un rombo.
Ad ogni aquilone si possono associare i due triangoli isosceli caratterizzati rispettivamente da una coppia di lati congruenti. Fissati i tre vertici di uno dei due suddetti triangoli isosceli, facendo muovere il quarto vertice sul suo asse di simmetria si individua una famiglia di aquiloni che comprende anche i due aquiloni degeneri costituiti dal triangolo fissato e da due dei suoi lati.
Un quadrilatero è un aquilone se e solo se le sue diagonali sono ortogonali e una delle due viene divisa in due segmenti congruenti dal loro punto di intersezione.
Un quadrilatero è un aquilone se e solo se sono congruenti due suoi lati adiacenti e sono congruenti i due angoli delimitati dalle due coppie di lati per i quali non si è richiesta la congruenza.
Un aquilone è un quadrilatero ciclico, cioè ha tutti i vertici appartenenti al suo circumcerchio, se e solo se due suoi angoli opposti sono angoli retti; in tale caso la diagonale di simmetria dell'aquilone è diametro del circumcerchio e i due triangoli tra loro simmetrici che lo compongono sono rettangoli.

## Area
L'area si può ottenere con la seguente formula che calcola l'area di un qualsiasi quadrilatero con le diagonali perpendicolari:
{\displaystyle A={\frac {D\cdot d}{2}},}
dove {\displaystyle D} è la diagonale maggiore e {\displaystyle d} è quella minore.